# Birds Eye

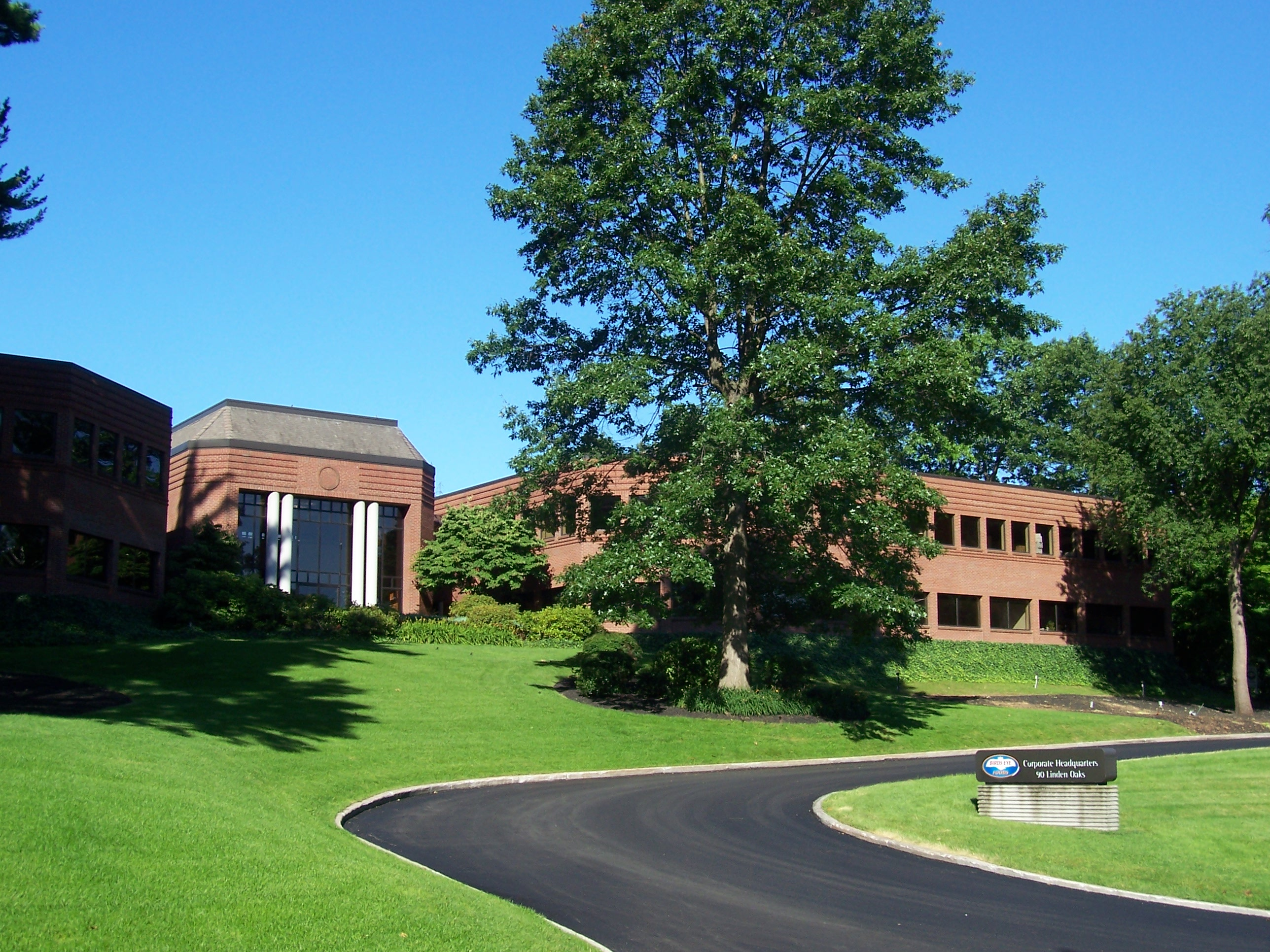
Siège social de Birds Eye (Brighton, New York).

Birds Eye est une marque internationale américaine de produits surgelés, détenue par la compagnie Pinnacle Foods.